# I quattro libri dell'architettura

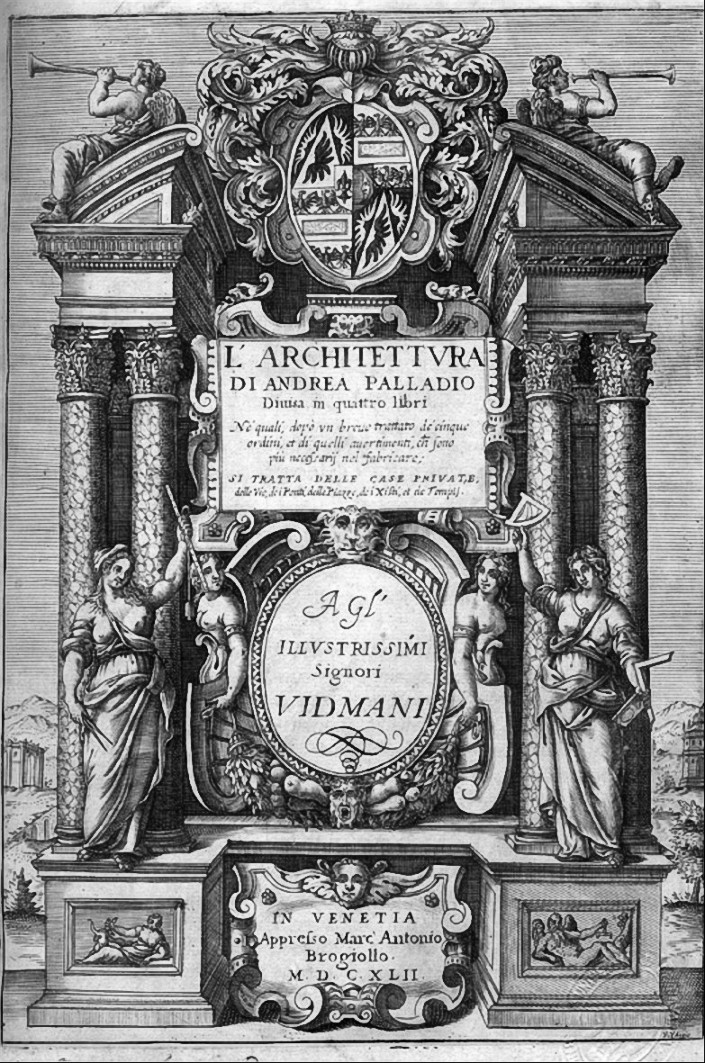
Frontispício de I quattro libri dell'architettura.

I quattro libri dell'architettura (Os quatro livros da arquitetura) é um tratado de arquitetura escrito e ilustrado por Andrea Palladio (1508-1580), célebre arquiteto italiano. Foi publicado em quatro volumes em 1570 em Veneza. Foi traduzido e reeditado muitas vezes em vários países. É, depois do tratado De architectura, de Vitrúvio, a mais influente obra em seu gênero em todo o ocidente. Foi baseado nas concepções da arquitetura clássica greco-romana, tendo Vitrúvio como referência constante, mas Palladio deu-lhe uma interpretação original. O sistema de proporções apresentado no livro foi o mais coerente do Renascimento.